# ATP Challenger Montevideo-2
Der ATP Challenger Montevideo (offiziell: Montevideo Challenger) war ein Tennisturnier, das zwischen 1998 und 2001 in Montevideo, Uruguay, stattfand. Es gehörte zur ATP Challenger Tour und wurde im Freien auf Sand gespielt.

## Liste der Sieger

### Einzel
| Jahr | Sieger           | Finalgegner       | Ergebnis       |
| ---- | ---------------- | ----------------- | -------------- |
| 2001 | David Nalbandian | Fernando González | 6:2, 3:6, 6:3  |
| 2000 | Guillermo Coria  | José Acasuso      | 6:3, 6:79, 6:2 |
| 1999 | Karim Alami      | Galo Blanco       | 6:3, 6:1       |
| 1998 | Eduardo Medica   | Christian Ruud    | 6:4, 6:4       |

### Doppel
| Jahr | Sieger                                 | Finalgegner                   | Ergebnis |
| ---- | -------------------------------------- | ----------------------------- | -------- |
| 2001 | Diego del Río Martín Vassallo Argüello | Gastón Etlis Mariano Hood     | kampflos |
| 2000 | Lucas Arnold Ker Gastón Etlis          | Juan Balcells Germán Puentes  | 6:4, 6:4 |
| 1999 | Pablo Albano Martín Alberto García     | Diego del Río Daniel Orsanic  | 6:2, 6:3 |
| 1998 | Francisco Cabello Agustín Calleri      | Paulo Taicher Cristiano Testa | 6:4, 6:4 |